# Passiflora quadriglandulosa
Passiflora quadriglandulosa là một loài thực vật có hoa trong họ Lạc tiên. Loài này được Rodschied mô tả khoa học đầu tiên năm 1794.